# Molnár József (labdarúgó)
Molnár József (1924 –) labdarúgó. Minden idők legeredményesebb dorogi játékosa, aki 1946 és 1955 között 232 bajnoki mérkőzésen 153 gólt szerzett.

## Pályafutása
1946-ban lett az akkor NB I-es dorogi csapat játékosa, ahol csapattársa volt Grosics Gyula is. Bár a csapat szerencsétlenül kiesett az első Dorogon töltött éve után, kivételes képességei már akkor megcsillantak és 1947-ben 18 góljával máris házi gólkirály lett. A Testvériség ellen mesternégyest lőtt. Az NB II-ben is kitartott a csapat mellett. A két másodosztályú évadban is ontotta a gólokat. Háromszor ismételte meg korábbi NB I-es bravúrját, amikor négyszer is eredményes tudott lenni egy ugyanazon meccsen. Négy alkalommal ért el mesterhármast, egy ízben pedig 6 gólt. 1949-ben tagja volt az NB II-es bajnoki címet, majd a Bajnokok Bajnoka címet nyert csapatnak. A bajnokcsapat tagjaként 28 alkalommal lépett pályára és 33 gólt szerzett, mellyel az NB II. gólkirálya lett. 1955-ig összesen 232 bajnoki meccsen 153 gólt szerzett, amellyel azóta is csúcstartó a dorogi labdarúgás történetében. Az NB I-ben 178 alkalommal játszott dorogi színekben és 85 gólt jegyzett. Közel egy évtizednyi pályafutása alatt összesen 9-szer ért el mesterhármast, 4-szer mesternégyest, egyszer pedig 6 gólt bajnokin. Góllövő kedvét kamatoztatta egyéb tét- és hivatalos mérkőzésen is. A Bányász Kupa döntőjében két alkalommal is duplázott, egy barátságos mérkőzésen pedig 7-szer volt eredményes. Négyszeres Vidék Legjobbja, kétszeres Bányász Kupa-, Népszava- és Felszabadulás Kupa-győztes, Magyar Kupa ezüstérmes. A kupadöntőn is pályára lépett, de ott nem sikerült gólt szereznie, azonban a nyolcad-, negyed- és az elődöntőben eredményes volt, utóbbin duplázott is. Legszebb emlékű mérkőzései közé tartozik a kor két legkiemelkedőbb csapata, az MTK és a Bp. Honvéd elleni 4:0-s győzelmek, ráadásul közvetlenül egymást követő fordulóban. Maga Puskás Ferenc is kifakadt a Honvéd elleni meccs után mondván, a dorogiak olyan lehengerlő formában játszottak, hogy ők tehetetlenek voltak. Szintén emlékezetes és egyben sporttörténeti ritkaság, hogy Grosicsnak egy csapat 6 gólt tudjon rúgni tétmeccsen. Márpedig minden idők egyik legjobb kapusával ez megesett első osztályú bajnoki mérkőzésen, ráadásul egykori csapata, a Dorog ellen. A féltucat gólból Molnár két találattal vette ki részét, és hogy még fokozódjon a dorogiak szemszögéből a nem mindennapi teljesítmény értéke, a mérkőzésre idegenben került sor. Ezen felül az ő góljával nyert a Dorog a Fradi ellen az Üllői úton, majd egy másik alkalommal újfent, de akkor góljával csak hozzájárult a sikerhez. Szintén pályára lépett az FTC elleni hazai 5:0-s győzelmet hozó találkozón, pedig akkor formán kívül még gólt sem szerzett és le is cserélték, valamint játszott a magyar válogatott ellen a Dorogon megrendezett találkozón. A kor magyar futball színvonalát és erejét jól jellemzi, hogy egy ilyen kimagasló és gólérzékeny játékos nem kaphatott helyet a nemzeti tizenegyben lévén, hogy többek között olyan klasszis csatárai voltak a honi labdarúgásnak akkoriban, mint Puskás Ferenc, Deák Ferenc, vagy Hidegkuti Nándor. Ha a legnagyobbak között nem is tudtak helyet szorítani neki, a Közép-Magyarország- és a Bányász válogatott szinte állandó tagja volt. Lenyűgöző eredményeit még túl is szárnyalhatta volna, azonban pályafutása során két ízben is hosszabb időt ki kellett hagynia sérülés miatt. A remek egyéni teljesítménye mellett kiváló csapatjátékos és jó közösségi szellemű ember is volt. Pályafutása után is tartotta a klubbal a kapcsolatot és gyakran szerepelt a Dorogi Öregfiúk csapatában. Szinte biztosra vehető, hogy az 1955-ben felállított csúcsát senki sem bírja még csak megközelíteni sem, így minden bizonnyal a Dorogi FC Örökös Gólkirálya marad az idők végezetéig.